# Sprašové hlíny
Sprašové hlíny (anglicky loess loam) jsou sedimentární horniny, které se vzhledem i vlastnostmi podobají spraši, ale vznikly odlišným vývojem, a/nebo se jedná o spraš, která byla resedimentována (vznikla podstatným vymytím vápenité složky ze spraše), nejčastěji vodou. Zpravidla jsou výsledkem procesů svahové modelace, fluviálních, eluviálních, popř. i pedogenetických procesů.
Sprašové hlíny jsou v České republice velmi rozšířenými kvartérními sedimenty, hojnými zejména v nížinných oblastech. Spraše a sprašové hlíny mají nejčastější využití jako suroviny v cihlářské výrobě.